# Latimeria (ryba)
Latimeria (Latimeria chalumnae) – gatunek drapieżnej ryby mięśniopłetwej, opisany naukowo w 1938 na podstawie jednego okazu złowionego przy brzegach południowo-wschodniej Afryki. W 1999 roku został opisany drugi gatunek z rodzaju Latimeria – L. menadoensis.

## Historia
Przez wiele lat uważana była za jedynego współcześnie żyjącego przedstawiciela trzonopłetwych, ryb uważanych za wymarłe ponad 60 mln lat temu. Lokalnie była znana dużo wcześniej jako ryba konsumpcyjna o niewielkim znaczeniu gospodarczym.

## Odkrycie gatunku
Zimą 1938 roku w pobliżu miasta East London u wybrzeży RPA szyper trawlera Hendrik Goosen złowił w pobliżu ujścia rzeki Chalumna dziwną rybę. Złowiony okaz mierzył 1,5 m długości i ważył ok. 60 kg. Okaz odkupiła Marjorie Courtenay-Latimer – kustosz w nowo otwartym East London Muzeum w East London. Po zrobieniu szkiców przekazała rybę do spreparowania konserwatorowi w tamtejszym muzeum. Następnie wykonany przez siebie szkic przesłała do Uniwersytetu Rhodes w Grahamstown, do profesora chemika Jamesa Smitha. Z zamiłowania był on znanym i cenionym autorytetem z zakresu wiedzy o ichtiologii. Na podstawie tego egzemplarza dokonano opisania tego nowego dla nauki gatunku.
Później złowiono następne egzemplarze. W latach 50. XX w. uczeni mieli możliwość przeprowadzenia szczegółowych badań latimerii, a nawet sfilmować je pod wodą. Do początku lat 70. XX w. złowiono (zawsze w sieci) ponad 40 egzemplarzy tej ryby. Wtedy też latimerię złowiono po raz pierwszy na wędkę - dokonał tego rybak z Komorów Masaidi Mohamadi. Ryba miała długość 164 cm i ważyła 65 kg.

## Występowanie
Występuje w Oceanie Indyjskim. Ze względu na zamieszkiwanie w głębinach morskich trudno jest oszacować ich populację. 

## Wygląd
Długość ciała największych osobników dochodzi do 2 m przy masie kilkudziesięciu, maksymalnie 95 (100) kg. Ciało stalowoniebieskie z jasnymi plamami osłonięte jest dużymi, okrągłymi łuskami pokrytymi kosminą. Płetwy parzyste osadzone są na silnych trzonach. W budowie wewnętrznej zachowało się wiele cech zbliżających latimerie do ryb chrzęstnoszkieletowych, m.in. podobny system regulacji ciśnienia osmotycznego, spiralny fałd zwiększający powierzchnię chłonną jelita oraz w większości chrzęstny szkielet, tylko częściowo skostniały. Pęcherz pławny latimerii osłania tkanka tłuszczowa.

## Tryb życia
Latimerie L. chalumnae przebywają na głębokościach od (70) 150 do 700 (800) m, nad skalistym dnem i w podwodnych jaskiniach pochodzenia wulkanicznego. Prowadzą nocny tryb życia. Żywią się rybami i głowonogami (głównie kałamarnicami). Latimeria jest gatunkiem jajożyworodnym.